# حمزه المثلولی
حمزه المثلولی (انگلیسی: Hamza Mathlouthi؛ زادهٔ ۲۵ ژوئیهٔ ۱۹۹۲) بازیکن فوتبال اهل تونس است.
از باشگاه‌هایی که در آن بازی کرده‌است می‌توان به باشگاه فوتبال بنزرتی اشاره کرد.
وی همچنین در تیم ملی فوتبال تونس بازی کرده‌است.